# جيمس ليونز
جيمس ليونز (بالإنجليزية: James Lyons)‏ هو ضابط أمريكي، ولد في 28 سبتمبر 1927 في نيوجيرسي في الولايات المتحدة، وتوفي في 12 ديسمبر 2018 في وارينتون في الولايات المتحدة بسبب فشل تنفسي.